# Sundaradevi
Sundaradevi – gaun wikas samiti w środkowej części Nepalu w strefie Bagmati w dystrykcie Nuwakot. Według nepalskiego spisu powszechnego z 2001 roku liczył on 488 gospodarstw domowych i 2464 mieszkańców (1240 kobiet i 1224 mężczyzn).